# Bahnhof Kumagaya
Der Bahnhof Kumagaya (jap. 熊谷駅 Kumagaya-eki) ist ein Bahnhof auf der japanischen Insel Honshū. Er wird gemeinsam von den Bahngesellschaften JR East und Chichibu Tetsudō betrieben, befindet sich in der Präfektur Saitama auf dem Gebiet der Stadt Kumagaya und ist ein bedeutender Eisenbahnknoten. Unter anderem halten hier Shinkansen-Hochgeschwindigkeitszüge.

## Verbindungen
Kumagaya ist ein Kreuzungsbahnhof und wichtiger Verkehrsknotenpunkt, in welchem die Jōetsu-Shinkansen und die Takasaki-Linie von JR East parallel verlaufen. Beide stellen wichtige Verbindungen zwischen Tokio und dem Nordwesten der Kantō-Ebene her und gehen in Takasaki in die Hokuriku-Shinkansen bzw. die Jōetsu-Linie über, die Ziele im Norden des Landes erschließen. In Kumagaya kreuzen sie sich mit der Chichibu-Hauptlinie der Bahngesellschaft Chichibu Tetsudō. Auf der Shinkansen-Schnellfahrstrecke wird Kumagaya ungefähr alle 30 bis 60 Minuten von Hochgeschwindigkeitszügen bedient. Es handelt sich dabei überwiegend um die Zuggattungen Tanigawa und Max Tanigawa von Tokio über Echigo-Yuzawa nach Niigata auf der Jōetsu-Shinkansen sowie um vereinzelte Asama, die ab Takasaki weiter auf der Hokuriku-Shinkansen nach Nagano verkehren.
Züge auf der Takasaki-Linie, die je nach Tageszeit fünf- bis zwölfmal täglich verkehren, werden in drei Kategorien unterteilt: solche von oder nach Ueno, solche der Shōnan-Shinjuku-Linie und solche der Ueno-Tokio-Linie. Zwischen Ueno und Ōmiya teilen sie die Trasse mit der Utsunomiya-Linie; im Vergleich zur dort parallel verlaufenden Keihin-Tōhoku-Linie dienen sie als Eilzüge. Nordwärts verkehrende Züge enden meist in Takasaki oder Kagohara, einige auch in Maebashi oder Shin-Maebashi. In Richtung Süden fahren sie meist über die Shōnan-Shinjuku-Linie nach Odawara oder über die Ueno-Tokio-Linie und die Tōkaidō-Hauptlinie nach Atami, während einzelne in Ueno enden. Hinzu kommen zwei unregelmäßig verkehrende Schnellzuggattungen: Die Akagi verbinden Maebashi mit Shinjuku oder dem Bahnhof Tokio, die Kusatsu dienen dem Ausflugsverkehr zwischen Ueno und Naganohara-Kusatsuguchi an der Agatsuma-Linie.
Auf der Chichibu-Hauptlinie fahren Nahverkehrszüge zwischen Kumagaya und Hanyū ein- oder zweimal je Stunde, zwischen Kumagaya und Yorii zwei- oder dreimal stündlich (davon einer stündlich weiter bis nach Mitsumineguchi). An Werktagen sind vier und an Wochenenden sechs Zugpaare des Schnellzugs Chichibuji zum Einsatz, die Hanyū mit Kumagaya und Mitsumineguchi verbinden. Hinzu kommt an Wochenenden und während der Urlaubszeit der dampfbetriebene Sonderzug SL Paleo Express von Kumagaya nach Mitsumineguchi. Kumagaya ist darüber hinaus ein bedeutender Knotenpunkt des lokalen und regionalen Busverkehrs, wobei die Gesellschaften Kokusai Jūō Kōtsū und Asahi Jidōsha vorherrschend sind. Der Busterminal auf dem nördlichen Bahnhofsvorplatz wird von zwei Dutzend Linien bedient, jener auf dem südlichen Bahnhofsvorplatz von zwei Dutzend Linien.

## Anlage
Der Bahnhof steht an der Grenze zwischen den Stadtteilen Yayoi im Nordwesten, Tsukuba im Nordosten, Akebonochō im Südosten, Sakuragichō im Süden und Miyamaechō im Südwesten. Unmittelbar nördlich des Bahnhofs befindet sich das Stadtzentrum mit Geschäften und öffentlichen Einrichtungen, an der Südseite erstreckt sich ein weitläufiges Wohnviertel. Auf dem nördlichen Bahnhofsvorplatz steht ein Reiterstandbild, das Kumagai Naozane darstellt. Etwa drei Kilometer entfernt im Norden liegt das Kumagaya-Rugbystadion.
Die Anlage ist von Osten nach Westen ausgerichtet und umfasst 13 Gleise, von denen neun vom Personenverkehr genutzt werden. Diese sind in drei Gruppen unterteilt. An der Nordseite befinden sich die vier ebenerdigen Gleise der Takasaki-Linie an zwei Mittelbahnsteigen, in der Mitte erhöht auf einem Viadukt die Schnellfahrstrecke mit drei Gleisen an einem Mittel- und einem Seitenbahnsteig sowie an der Südseite ebenfalls ebenerdig die beiden Gleise der Chichibu-Hauptlinie an einem Mittelbahnsteig. Alle Bahnsteige sind auf ihrer gesamten Länge überdacht, die Shinkansen-Bahnsteige sind zusätzlich von teils durchsichtigen Lärmschutzwänden eingefasst. Zwischen den beiden Gleisebenen befindet sich das Empfangsgebäude, das die Form eines Reiterbahnhofs besitzt und sich über die gesamte Anlage erstreckt. Der Zugang zu den Bahnsteigen erfolgt ab- oder aufwärts mittels Treppen, Rolltreppen und Aufzügen. Vier Gleise ganz im Süden dienen als Abstellanlage. An die Nordseite angebaut ist das Einkaufszentrum Az, das von einer Tochtergesellschaft von JR East betrieben wird. Es umfasst mehrere Dutzend Läden und Gastronomiebetriebe auf sieben Stockwerken. Östlich daran grenzt der eingeschossige Erweiterungsbau Tiara21. An der Südseite der Anlage steht ein Eingangspavillon.
Im Fiskaljahr 2019 nutzten durchschnittlich 35.661 Fahrgäste täglich den Bahnhof. Davon entfielen 25.832 auf die Takasaki-Linie, 4232 auf die Shinkansen und 5597 auf die Chichibu-Hauptlnie.

## Gleise
JR East
| 1/2   | ▉ Takasaki-Linie      | Ōmiya • Tokio • Yokohama • Odawara             |
| 1/2   | ▉ Shōnan-Shinjuku     | Ōmiya • Shinjuku • Yokohama • Zushi            |
| 3/4   | ▉ Takasaki-Linie      | Takasaki • Shin-Maebashi • Maebashi / Minakami |
| 11/12 | ▉ Jōetsu-Shinkansen   | Ōmiya • Tokio                                  |
| 11/12 | ▉ Hokuriku-Shinkansen | Ōmiya • Tokio                                  |
| 13    | ▉ Jōetsu-Shinkansen   | Takasaki • Niigata                             |
| 13    | ▉ Hokuriku-Shinkansen | Takaski • Nagano • Kanazawa • Tsuruga          |

Chichibu Tetsudō
| 5 | ▉ Chichibu-Hauptlinie | Hanyū                                           |
| 6 | ▉ Chichibu-Hauptlinie | Yorii • Nagatoro • Ohanabatake • Mitsumineguchi |

## Bilder

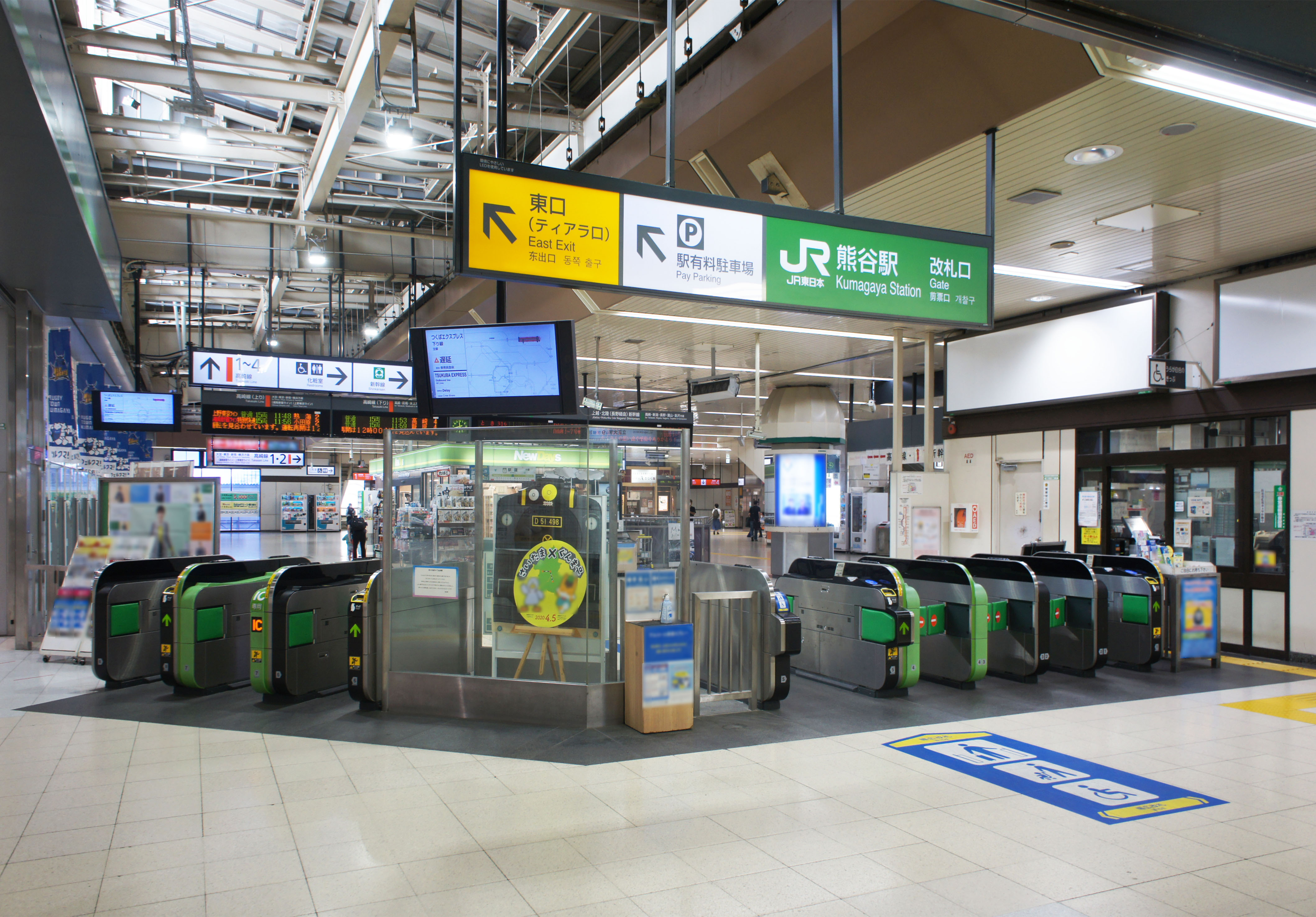
Bahnsteigsperren
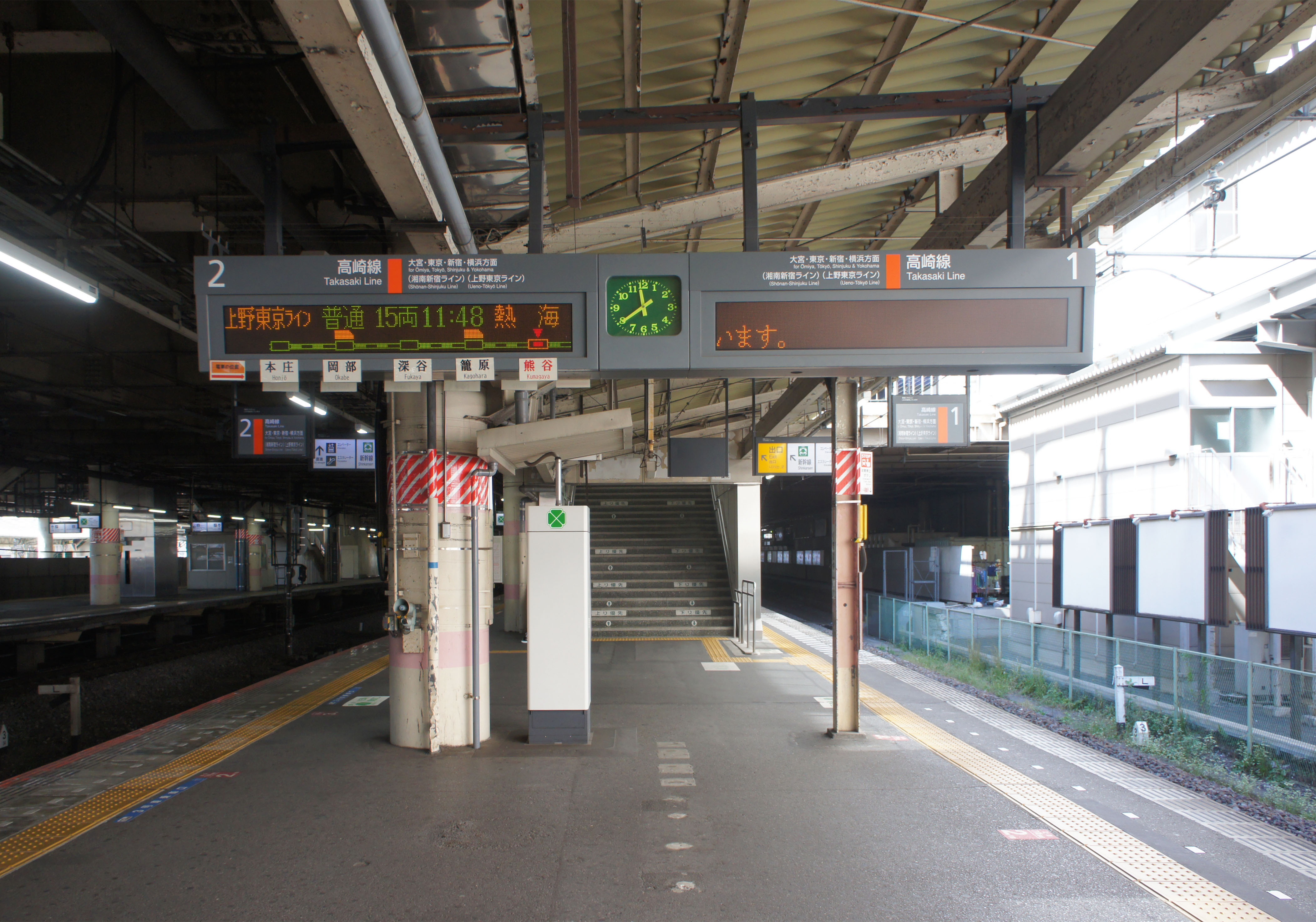
Bahnsteig (Gleise 1/2)
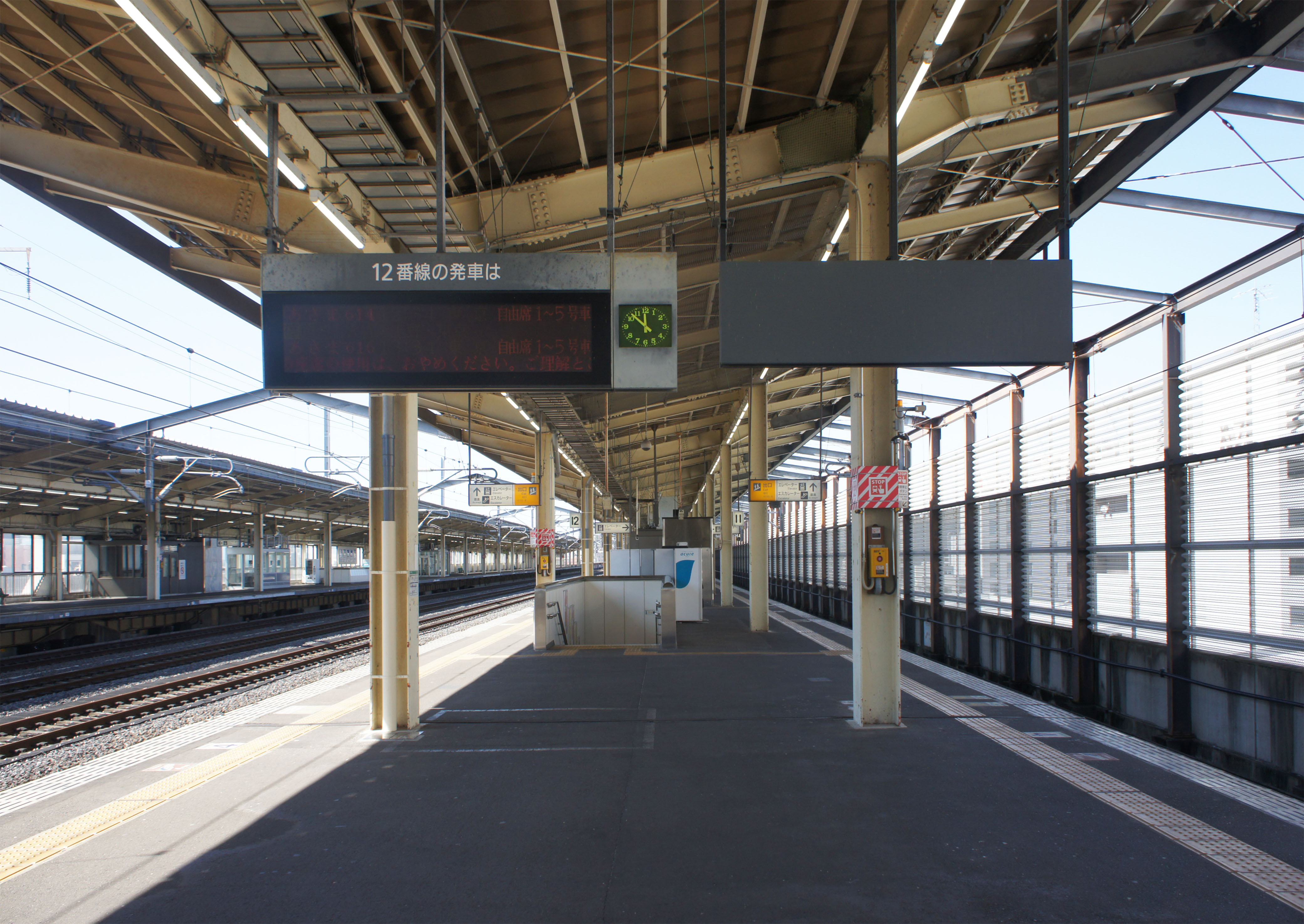
Shinkansen-Bahnsteig
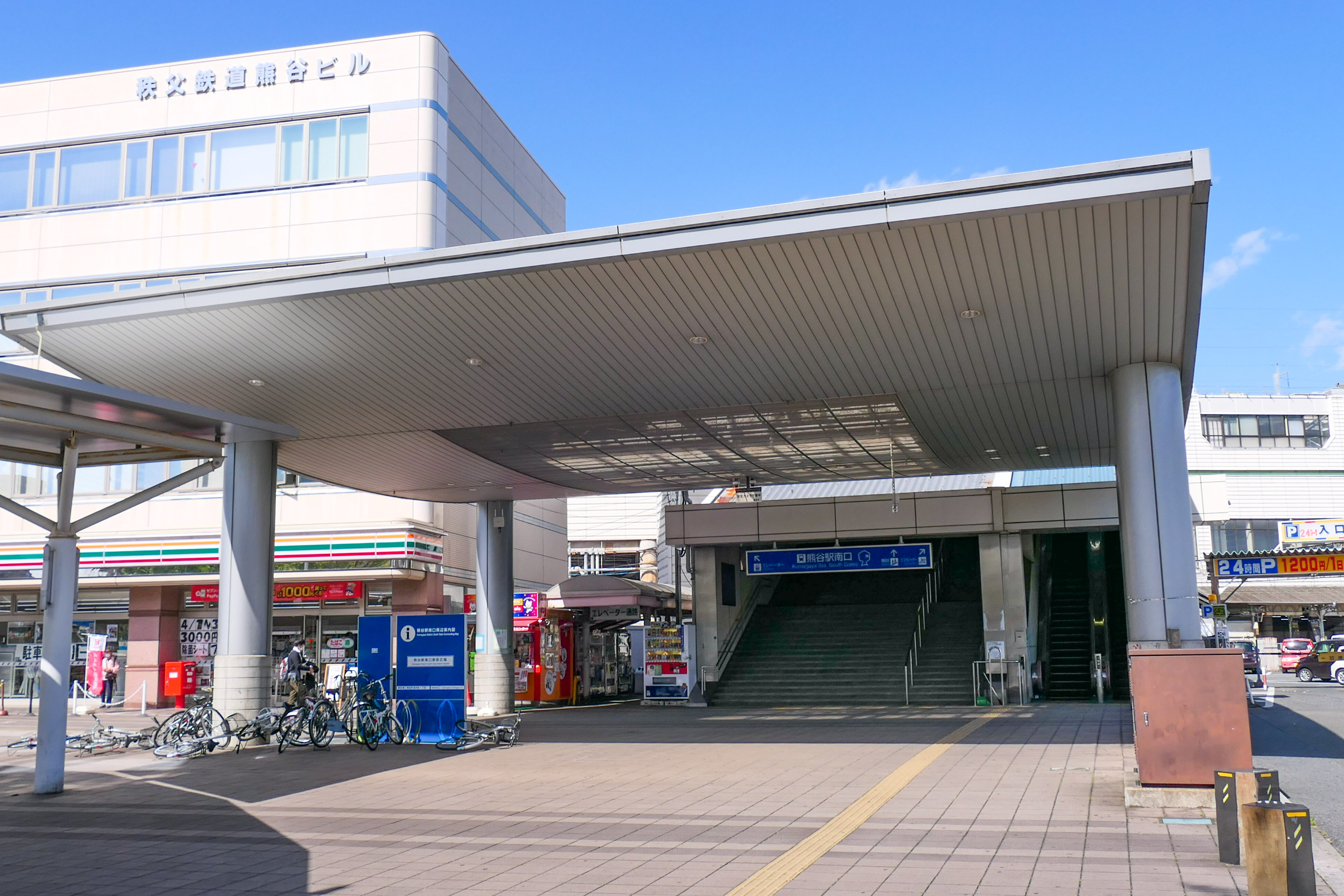
Südeingang (Chichibu Tetsudō)
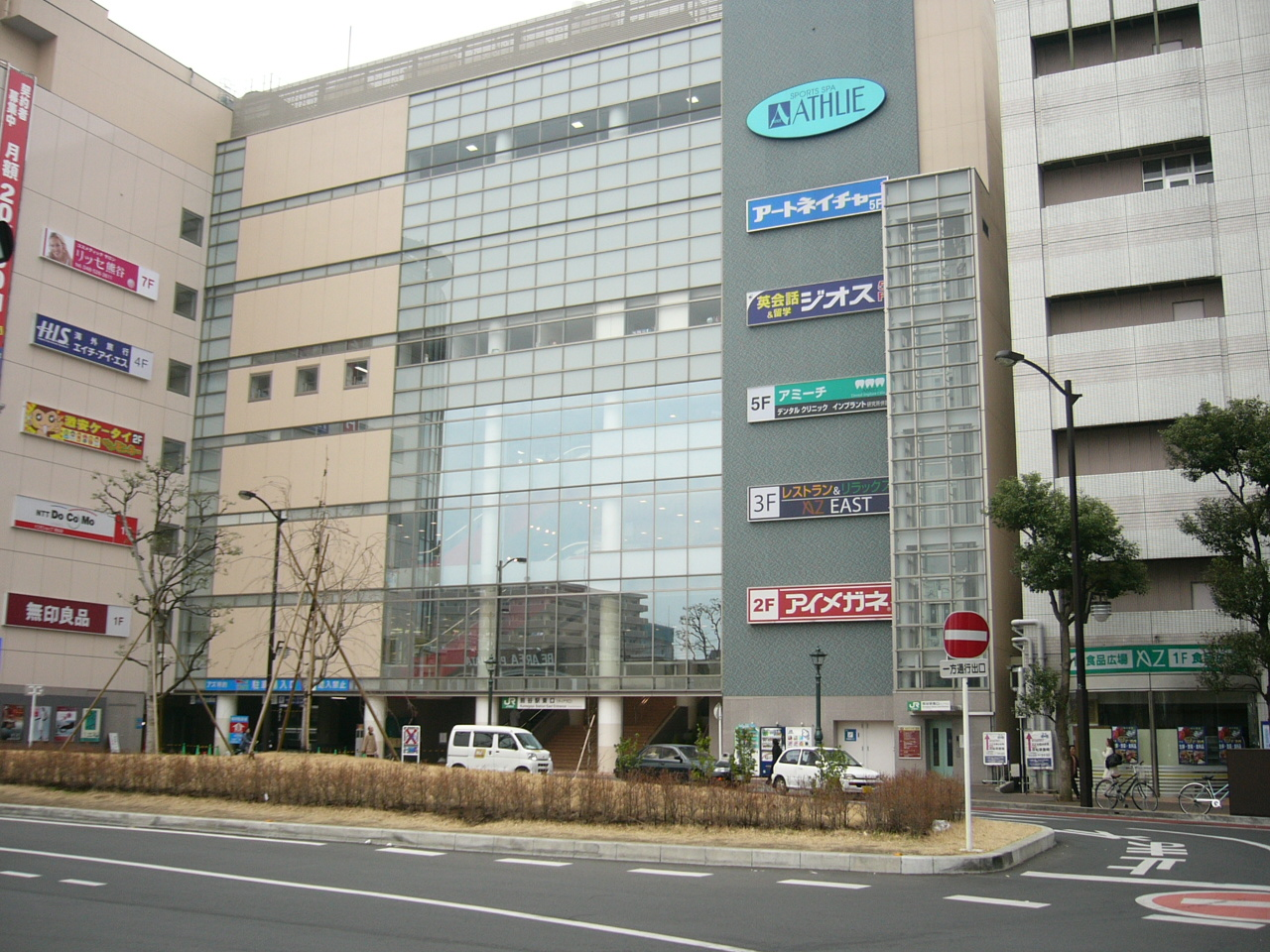
Bahnhof Kumagaya (Ostausgang)

## Linien
| Verlauf der Jōetsu-Shinkansen                                                                                       |
| --- |
| Ōmiya • Kumagaya • Honjō-Waseda • Takasaki • Jōmō-Kōgen • Echigo-Yuzawa • Urasa • Nagaoka • Tsubame-Sanjō • Niigata |

| Verlauf der Takasaki-Linie |
| --- |
| Tokyo • Ueno • Oku • Akabane • Urawa • Saitama-Shintoshin • Ōmiya • Miyahara • Ageo • Kita-Ageo • Okegawa • Kitamoto • Kōnosu • Kita-Kōnosu • Fukiage • Gyōda • Kumagaya • Kagohara • Fukaya • Okabe • Honjō • Jimbohara • Shinmachi • Kuragano • Takasaki |

| Verlauf der Chichibu-Hauptlinie |
| --- |
| Hanyū • Nishi-Hanyū • Shingō • Bushū-Araki • Higashi-Gyōda • Gyōdashi • Mochida • Socio Distribution Center • Kumagaya • Kami-Kumagaya • Ishiwara • Hirose-Yachō-no-Mori • Ōasō • Aketo • Takekawa • Nagata • Omaeda • Sakurazawa • Yorii • Hagure • Higuchi • Nogami • Nagatoro • Kami-Nagatoro • Oyahana • Minano • Wadō-Kuroya • Ōnohara • Chichibu • Ohanabatake • Kagemori • Urayamaguchi • Bushū-Nakagawa • Bushū-Hino • Shiroku • Mitsumineguchi |

## Geschichte

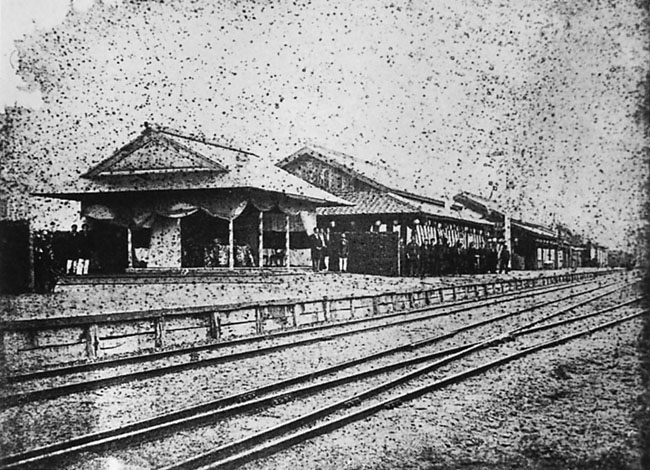
Eröffnung des Bahnhofs (1883)

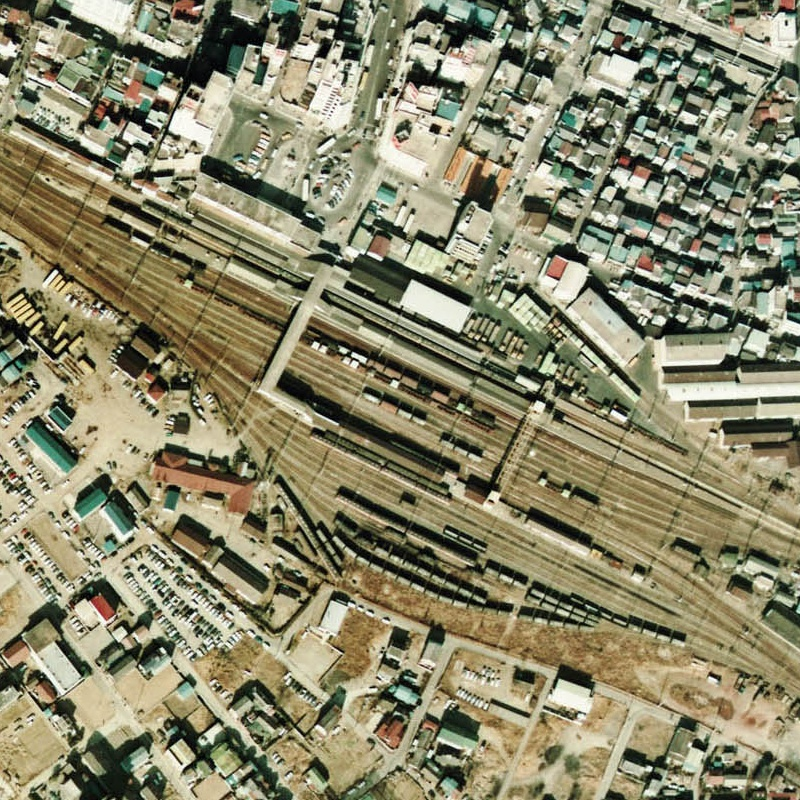
Luftansicht (1983)

Die Nippon Tetsudō, Japans erste private Bahngesellschaft, eröffnete den Bahnhof am 28. Juli 1883, zusammen mit der von Ueno bis hierher führenden Strecke. Dabei entspricht der Abschnitt zwischen Ueno und dem damals noch nicht existierenden Bahnhof Ōmiya der späteren Tōhoku-Hauptlinie, während der Rest heute Teil der Takasaki-Linie ist. Knapp drei Monate lang war Kumagaya die Endstation, bis zur Inbetriebnahme des daran anschließenden Teilstücks nach Honjō am 21. Oktober desselben Jahres. Die Jōbu Tetsudō (Vorgänger der Chichibu Tetsudō) nahm am 7. Oktober 1901 das erste Teilstück der Chichibu-Hauptlinie zwischen Kumagya und Yorii in Betrieb. Als Folge des vom Japanischen Reichstag beschlossenen Eisenbahnverstaatlichungsgesetzes gingen die Strecke und Anlagen der Nippon Tetsudō am 1. November 1906 in Staatsbesitz über. Die Hokubu Tetsudō vervollständige das Eisenbahkreuz am 1. August 1922 (einen Monat vor ihrer Fusion mit der Chichibu Tetsudō) mit der Eröffnung des Teilstücks Kumagaya–Gyōdashi der Chichibu-Hauptlinie.
Am 5. Dezember 1943 nahm die Tōbu Tetsudō eine kurze Zweigstrecke in Betrieb, die Tōbu Kumagaya-Linie nach Menuma, die aber nicht mit dem übrigen Streckennetz dieser Bahngesellschaft verbunden war. Der Luftangriff der United States Army Air Forces am 14. August 1945 zerstörte in den letzten Tagen des Pazifikkriegs die Fracht- und Betriebsbüros, die Versammlungshalle und offizielle Residenzen, verschonte aber weitgehend das Empfangsgebäude und auch die Bahnstrecken. 1963 erfolgte eine Renovierung des Empfangsgebäudes und zehn Jahre später baute die Chichibu Tetsudō ihren Bahnsteig neu, wodurch im Bahnhof Kumagaya die bisherige betriebliche Trennung der Chichibu-Hauptlinie in eine Nord- und Südsektion aufgehoben werden konnte. Aus Rationalisierungsgründen gab die Japanische Staatsbahn am 1. Oktober 1979 den Güterumschlag auf. Zu dieser Zeit entstanden auch der Viadukt der Schnellfahrstrecke Jōetsu-Shinkansen und die dazu gehörenden Hochbahnsteige, die am 15. November 1982 in Betrieb gingen.
Die Tōbu Kumagaya-Linie wurde am 1. Juni 1983 stillgelegt und am 12. November desselben Jahres eröffnete die Staatsbahn einen neuen Südeingang (zuvor konnte der Bahnhof nur von der Nordseite betreten werden). Im Rahmen der Staatsbahnprivatisierung ging der staatliche Teil des Bahnhofs am 1. April 1987 in den Besitz der neuen Gesellschaft JR East über. Dreieinhalb Wochen später, am 24. April, wurde das neue Empfangsgebäude Az geöffnet. Das daran anschließende Gebäude Tiara21 mit überwiegend kommerzieller Nutzung kam am 20. November 2004 hinzu.